# Инфоанархизм

Флаг и логотип инфоанархизма

Инфоанархи́зм — общий термин для обозначения различных социальных движений, выступающих против ряда форм интеллектуальной собственности, таких как авторское право и патенты, а также цензуры в целом. Сам термин впервые был использован в статье «The Infoanarchist» Йена Кларка — проектировщика и главного разработчика сети Freenet, опубликованной в журнале Time в июле 2000 года.
Движение за отмену авторских прав в целом включает в себя широкий спектр социальных групп с различными взглядами. Среди инфоанархистов есть разные мнения по проблемам интеллектуальной собственности, авторского права, права на неприкосновенность частной жизни и другим. Инфоанархизм может поощрять и практиковать использование анонимных сетей, таких как Freenet, Энтропия, Tor и I2P, для защиты от государственных и правоохранительных органов. Эти инструменты могут быть использованы информаторами, политическими диссидентами, а также противниками авторского права в целях неограниченного копирования контента.
В то время как криптоанархизм ориентирован на конфиденциальные связи между людьми посредством информационно-коммуникационных технологий, инфоанархизм большее внимание уделяет возможностям массового анонимного доступа к различным информационным ресурсам.
Наиболее известные блогеры-инфоанархисты, в частности, представители движений квир-анархизма и RageMovement используют для пропаганды своих идей сервис микроблогов Tumblr.

## Инфоанархизм в России
В России к представителям инфоанархизма можно отнести Пиратскую партию России, определившую своими программными и уставными целями и принципами свободный информационный обмен, реформу авторских прав в соответствии с интересами авторов и общества, а не издателей, реформу патентной системы и иные отличительные признаки инфоанархизма.